# Miltochrista inflexa
Miltochrista inflexa là một loài bướm đêm thuộc phân họ Arctiinae, họ Erebidae.